# Tettigidea tecta
Tettigidea tecta är en insektsart som beskrevs av Morse 1900. Tettigidea tecta ingår i släktet Tettigidea och familjen torngräshoppor. Inga underarter finns listade i Catalogue of Life.